# Myrsine kwangsiensis
Myrsine kwangsiensis là một loài thực vật có hoa trong họ Anh thảo. Loài này được (E. Walker) Pipoly & C. Chen mô tả khoa học đầu tiên năm 1995.